# 王鴻儒
王鴻儒（1459年—1519年），字懋學，號凝斋，河南南陽府南陽縣（今河南省南陽市）人，明朝政治人物，成化丁未進士，官至南京戶部尚書。王鴻漸之兄。

## 生平
王鴻儒年幼好學，但家貧，擔任府書佐理。南陽府知府段堅愛其才能，留在署中并親自教導。后遣入學校為諸生，成化十九年鄉試中舉第一（解元）。成化二十三年（1487年），登丁未科進士，弘治二年（1489年）授南京戶部主事，七年升员外郎，催舟于淮安，督税于凤阳，九年升山西提學僉事，十五年升副使，仍督學政。其在任九年時間，山西士風甚盛。明孝宗曾對劉大夏稱：「藩臬中若王鴻儒，他日可大用也。」
弘治十八年（1505年），王鴻儒借病請求致仕。正德時，劉瑾擅政，收召名流。正德四年（1509年），起用為國子監祭酒，后因父喪丁憂。七年（1512年）再起用為南京戶部右侍郎，十年改南京吏部右侍郎，轉左侍郎。正德十四年（1519年），升南京戶部尚書。朱宸濠謀反，朝廷命王鴻儒督軍餉，七月坐船至安陆，因背生疽病去世，年六十一，謚文莊。

## 家族
曾祖王雲（王道十）；祖父王覺成；父王本，母司氏。具庆下。弟王鴻漸。